# Royal Tramp
Série
Royal Tramp 2
(1992)
Pour plus de détails, voir Fiche technique et Distribution.
Royal Tramp (鹿鼎記, Lu ding ji) est une comédie hongkongaise écrite et réalisée par Wong Jing et sortie en 1992 à Hong Kong. Le scénario est adapté du roman Le Cerf et le Tripode de Louis Cha.
Elle totalise 40 862 831 HK$ de recettes au box-office, ce qui la classe dans les cinq premiers plus grands succès de l'année 1992 à Hong Kong. Stephen Chow, qui tient le rôle principal, joue également dans les quatre autres. Sa suite, Royal Tramp 2, sort deux mois plus tard.

## Synopsis
Après avoir aidé un fameux rebelle, Wai Siu-bo devient son élève et est choisi pour aller voler un livre secret dans le palais impérial.

## Fiche technique
- Titre : Royal Tramp
- Titre original : Lu ding ji (鹿鼎記)
- Réalisation : Wong Jing et Gordon Chan (non crédité)
- Scénario : Wong Jing, d'après un roman de Jin Yong
- Production : Stephen Shiu et Jimmy Heung
- Musique : Wu Wai Lap
- Photographie : Henry Chan
- Montage : Chun Yue
- Pays d'origine : Hong Kong
- Format : Couleurs - 1,85:1 - Stéréo - 35 mm
- Genre : Comédie d'action, Kung-fu
- Durée : 110 minutes
- Date de sortie :
  - Hong Kong : 30 juillet 1992

## Distribution
- Stephen Chow : Wai Siu-bo
- Ng Man Tat : Le conseiller de l'empereur
- Man Cheung : L'impératrice
- Deric Wan : Le prince Ning
- Chingmy Yau : La princesse Kim Ning
- Damian Lau : Maître de la société secrète du Ciel et de la Terre
- Sandra Ng : La sœur de Wilson
- Vivian Chan : Une des deux jumelles
- Fennie Yuen : L'autre jumelle
- Nat Chan : Duran
- Elvis Tsui : O'Brian
- Paul Chu : Ng Sam Kwai
- Brigitte Lin : Une solitaire
- Kenny Bee